# Gonioryctus pusillus
Gonioryctus pusillus är en skalbaggsart som beskrevs av Sharp 1908. Gonioryctus pusillus ingår i släktet Gonioryctus och familjen glansbaggar. Inga underarter finns listade i Catalogue of Life.